# Exit
exit és una ordre de Shell que permet sortir de la terminal o de l'usuari actual. L'acció de sortir també es coneix per l'anglicisme logout. Els sistemes operatius i llenguatges de programació que proporcionen aquesta ordre inclouen Microsoft MSX-DOS v.2, IBM OS/2, DR FlexOS, HP MPE/iX, KolibriOS, SymbOS, o cmd.exe.